# Baromètre de FitzRoy
Un baromètre de Fitzroy, aussi nommé bouteille tempête ou encore verre-de-tempêtes (traduction littérale de l'anglais Storm glass), est un cylindre de verre hermétiquement fermé et rempli en partie d'un liquide. Cet appareil, dont l'origine est inconnue, fut popularisé par l'amiral Robert FitzRoy, météorologue anglais et commandant du second voyage du HMS Beagle.
À partir de l'observation de la formation de cristaux ou de brume dans le liquide, il était supposé prévoir le temps.

## Description
L'instrument est un cylindre de verre transparent et hermétiquement clos, muni d'une ou de plusieurs brides, permettant sa fixation contre une paroi ou reposant sur une base. À l'intérieur du tube en verre, un liquide occupe généralement les 4/5ème du volume et le reste étant laissé libre pour permettre au liquide de se dilater sans briser le verre, en cas d'augmentation de température. Le liquide est généralement un mélange de divers composants. Bien qu'il porte le nom de baromètre, il ne mesure pas la pression atmosphérique puisqu'il a des parois rigides et ne comporte aucun échange avec l'environnement. Le terme est seulement utilisé par analogie avec la fonction prédictive du temps qui serait similaire à celle d'un baromètre.

## Histoire
L'origine de cet instrument est inconnue mais il était populaire au XIXe siècle quand l'amiral FitzRoy l'utilisa lors du voyage du HMS Beagle, rendu fameux par les observations de Charles Darwin qui conduisirent à la théorie de l'évolution,. FitzRoy développa sa propre mixture pour le tube comprenant de l'eau distillée, de l'éthanol, du nitrate de potassium, du chlorure d'ammonium et du camphre. Il prit régulièrement des observations de la forme et de la distribution des cristaux se formant dans la bouteille, ainsi que le temps qu'il faisait. Il nota ses résultats dans son livre célèbre « Weather Book » sur l'observation et la prévision du temps.
FitzRoy devint plus tard le premier directeur du service météorologique britannique et se fit le promoteur de son « baromètre ». En 1859, après une puissante tempête, la Couronne britannique propagea l'usage de l'instrument dans tous les ports et les navires de l'Empire.

## Prévision
Les physiciens du temps de Fitzroy n'ont jamais pris cet instrument au sérieux puisque aucun échange n'est possible avec l'environnement, ni aucun effet du changement de pression atmosphérique ne peut être noté à travers les parois rigides de verre. Fitzroy était convaincu que l'électricité statique de l'air était la cause des modifications à l'intérieur de la bouteille tempête. Selon lui, la formation de cristaux, de filaments ou de brume dans le liquide permet de faire une prévision à court terme des conditions atmosphériques. Ses indications à ce sujet furent, :
- Liquide transparent :  La tendance est au temps ensoleillé et clair.
- Liquide floconneux :  La tendance est au temps nuageux et aux précipitations.
- Petits flocons :   Temps humide ou brumeux.
- Petites étoiles :   Temps orageux.
- Petites étoiles un  beau jour d'hiver :  Tendance à la neige.
- Gros flocons :   Temps couvert, possibilité de neige en hiver.
- Nombreux cristaux sur le bas :  Risque de gel.
- Cristaux à la surface :  Tendance à la tempête.

Une explication de ces divers comportements est la suivante : la température affecte la solubilité des composantes dans le mélange et la formation de cristaux. À plus de 40 °C, les cristaux se dissolvent, lors d'une baisse de température ils se forment en nombre qui dépend du taux de refroidissement et un froid intense augmente leur nombre. Cette modification des cristaux pourraient donc être considérée comme un indicateur de tendances à court terme de la température et non du temps,. Quelques expériences publiées dans des revues scientifiques, dont l'une dans le Journal of Crystal Growth, démontrent ce fait.
La variation de température est associée avec le changement de masse d'air et donc indirectement avec le temps qu'il fera, de la même façon que le baromètre mesure le changement de pression dans cette même situation. Cependant, des expériences informelles avec le baromètre de FitzRoy n'ont pas permis de faire ressortir une probabilité de succès supérieure à la chance.

## Composition
La composition du baromètre est :
- 2,5 g nitrate de potassium (salpêtre)
- 2,5 g chlorure d'ammonium
- 33 ml eau distillée
- 40 ml éthanol
- 10 g camphre

Dissoudre le nitrate de potassium et le chlorure d'ammonium dans l'eau chaude ; ajouter l'éthanol puis le camphre. Placer dans un tube scellé.

## Évocation en littérature
Le Storm Glass est cité de nombreuses fois dans les Voyages extraordinaires de Jules Verne. Notamment Les Enfants du capitaine Grant dès 1867 puis dans Vingt mille lieues sous les mers, Robur le conquérant ou encore Deux ans de vacances.
Victor Hugo évoque l'instrument dans Les Travailleurs de la mer en 1866 :
« Dans cette minute-là, le capitaine ou le chef d’escadre qui a la chance de posséder un de ces verres-de-tempête dont l’inventeur est inconnu observe ce verre au microscope et prend ses précautions contre le vent du sud si la mixture a un aspect de sucre fondu, et contre le vent du nord si la mixture s’exfolie en cristallisations pareilles à des fourrés de fougères ou à des bois de sapins. ».